# روبرتو گوسمرولی
روبرتو گوسمرولی (ایتالیایی: Roberto Gusmeroli؛ زادهٔ ۱۸ اکتبر ۱۹۶۶) دوچرخه‌سوار اهل ایتالیا است.